# Günter Witzger

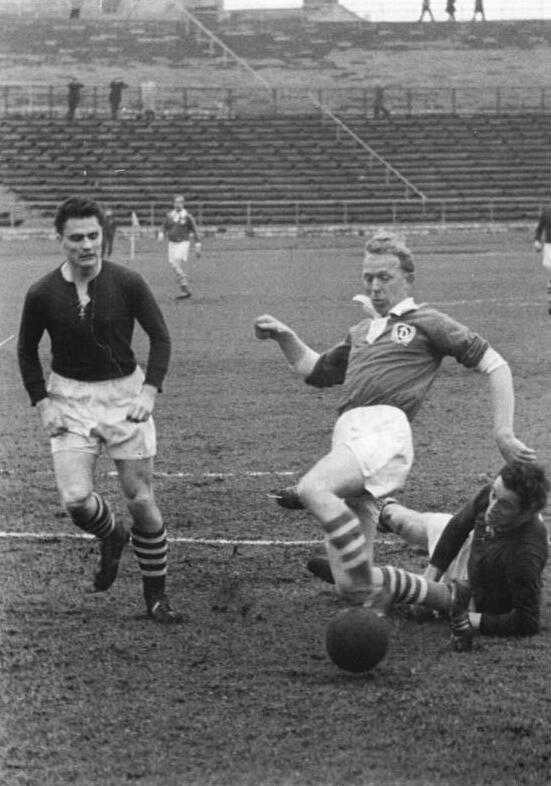
Günter Witzger (links) 1956 in einem Oberligaspiel bei Dynamo Berlin

Günter Witzger (* 22. September 1931) war Fußballspieler bei der Betriebssportgemeinschaft (BSG) Motor Zwickau, für die er in der DDR-Oberliga, der höchsten Spielklasse des DDR-Fußballverbandes spielte. Witzger gewann einmal den DDR-Fußballpokal und ist zweifacher Nachwuchs-Nationalspieler. 
Mit 19 Jahren, in der Fußballsaison 1950/51, spielte Witzger erstmals für Motor Zwickau in der DDR-Oberliga. Die Zwickauer traten als Titelverteidiger um die DDR-Fußballmeisterschaft an, nachdem sie in der Vorsaison noch unter dem Namen BSG Horch Zwickau die erste DDR-Meisterschaft gewonnen hatten. Diesen Triumph konnten die Zwickauer zwar nicht mehr wiederholen, spielten aber vornehmlich in der Zeit mit Günter Witzger weiter eine gute Rolle in der Oberliga und darüber hinaus im DDR-Fußballpokal. In Witgers erster Oberligasaison schlossen die Zwickauer das Meisterschaftsjahr mit Platz drei ab. Dieser Erfolg konnte 1952/53 wiederholt werden, ehe in der nachfolgenden Spielzeit ein Rückfall auf Platz elf hingenommen werden musste. Dafür entschädigte sich die Motor-Mannschaft mit dem Einzug in das Pokalfinale. Am 3. Juli 1954 traf Motor Zwickau mit Witzger als rechtem Verteidiger auf den Endspielgegner ASK Vorwärts Berlin, unterlag dem Zweitligisten jedoch überraschend mit 1:2. 
In der abgelaufenen Saison war Witzger auch international in Erscheinung getreten. Er war in den Kader der DDR-Nachwuchsnationalmannschaft aufgenommen worden und bestritt am 5. Juli 1953 in Karl-Marx-Stadt (Chemnitz) das erste Länderspiel der Nachwuchsauswahl. Beim 1:0-Sieg über die Tschechoslowakei wurde Witzger als Mittelstürmer aufgeboten. Sein zweites und letztes Nachwuchs-Länderspiel absolvierte Witzger am 7. Februar 1954 in Ost-Berlin. In ihrem zweiten Länderspiel erreichte die DDR, wieder mit Witzger als Mittelstürmer, ein 0:0 gegen Ungarn. 
In der Saison 1954/55 hatte sich die Betriebssportgemeinschaft Motor erstmals mit den neu gegründeten Sportklubs auseinanderzusetzen, kam aber am Ende als beste BSG unter zehn Sportklubs auf den fünften Platz. In den anschließenden Spielzeiten konnten die Zwickauer nicht mehr an die guten Platzierungen anknüpfen, erst 1960 gelang wieder ein Sprung auf Rang vier. 1963 reichte es nach 13 Jahren endlich wieder zu einem Titelgewinn. Motor Zwickau hatte erneut das Pokalendspiel erreicht und traf am 1. Mai mit Chemie Zeitz erneut auf einen Zweitligisten. Diesmal konnten die Zwickauer jedoch ihrer Favoritenrolle gerecht werden und gewannen zum ersten Mal nach einem 3:0-Sieg den FDGB-Pokal. Diesmal spielte der inzwischen schon 31-jährige Witzger auf seiner Stammposition als halbrechter Stürmer und erzielte in der 37. Minute das zwischenzeitliche 2:0. 
Hatte Witzger 1962/63 mit 20 Oberligaspielen noch zum Spielerstamm der Motor-Mannschaft gehört, neigte sich danach seine Fußball-Laufbahn dem Ende zu. 1963/64 spielte er noch dreimal in der Oberliga, in der folgenden Spielzeit absolvierte er nur noch das Eröffnungsspiel. Am 9. August 1964 stand er beim 2:1-Sieg über Lok Stendal in Zwickau als rechter Mittelfeldspieler zum letzten Mal in der Motor-Elf. Damit hatte er es in seinen 14 Oberligajahren auf 245 Erstligaspiele mit 29 Toren gebracht. 